# Толлинг
То́ллинг (от англ. toll «пошлина») — переработка иностранного сырья с последующим вывозом готовой продукции. Механизм толлинга в общем случае представляет собой переработку иностранного сырья с соблюдением предусмотренного таможенного режима «Переработка товаров на таможенной территории». Применение данного таможенного режима позволяет ввозить сырьё и вывозить готовую продукцию беспошлинно.
На английском подобная деятельность называется give and take raw material, customer owned raw materials, customer-furnished raw materials.

## История
Возникновение термина толлинг связано с чрезвычайным распространением в начале 1990-х годов в России этой формы международных экономических отношений. Термин стали активно использовать средства массовой информации, хотя в официальных документах эта форма международных экономических отношений называлась переработка иностранного сырья.

## Особенности
Необходимым атрибутом осуществления толлинговых операций является прямое участие сторон толлингового соглашения в обороте внешней торговли при осуществлении импортно-экспортных операций через таможенные границы государств.
Толлинг в российской практике особенно широко применяется предприятиями алюминиевой промышленности (в том числе компанией «Российский алюминий» и др.) и предприятиями лёгкой промышленности. При такой схеме зарубежные контрагенты (как правило, аффилированные с владельцами российских заводов) поставляют в Россию сырьё и вывозят готовую продукцию, а местные заводы оказывают лишь услуги по переработке и получают за это фиксированный доход, с которого и платят налоги. При такой схеме ни ввозимое сырье для алюминиевых заводов (глинозём), ни продукты его переработки (алюминий) не облагаются таможенными пошлинами и НДС.